# Moravská Třebová
Moravská Třebová là một thị trấn thuộc huyện Svitavy, vùng Pardubický, Cộng hòa Séc.